# Льдзань
Льдзань (пол. Ldzań) — село в Польщі, у гміні Добронь Паб'яницького повіту Лодзинського воєводства.
Населення — 389 осіб (2011).
У 1975-1998 роках село належало до Серадзького воєводства.

## Демографія
Демографічна структура станом на 31 березня 2011 року:
|          | Загалом | Допрацездатний вік | Працездатний вік | Постпрацездатний вік |
| -------- | ------- | ------------------ | ---------------- | -------------------- |
| Чоловіки | 200     | 30                 | 147              | 23                   |
| Жінки    | 189     | 28                 | 113              | 48                   |
| Разом    | 389     | 58                 | 260              | 71                   |